# Happy Chandler
Albert Benjamin "Happy" Chandler Sr. (Corydon, 14 de julho de 1898 – Versailles, 15 de junho de 1991) foi um político americano do Kentucky. Ele representou Kentucky no Senado dos EUA e serviu como o seu 44.º e 49.º governador. Além das suas posições políticas, ele também serviu como o segundo comissário de baseball de 1945 a 1951 e foi introduzido no Hall da Fama do Baseball em 1982.

## Vida
Atleta de vários esportes durante seus dias de faculdade no Transylvania College, Chandler considerou brevemente uma carreira no beisebol profissional antes de decidir se formar em direito. Após a formatura, ele entrou na política e foi eleito democrata para o Senado de Kentucky em 1928. Dois anos depois, foi eleito vice-governador, servindo sob o governador Ruby Laffoon. Chandler e Laffoon discordaram sobre a questão da instituição de um imposto estadual sobre vendas e quando Chandler, o presidente do Senado estadual, trabalhou para bloquear a legislação, os aliados de Laffoon na Assembleia Geralprivou-o de muitos de seus poderes estatutários. O imposto então passou por uma margem estreita. Sabendo que Laffoon tentaria selecionar seu próprio sucessor na convenção de indicação democrata, Chandler esperou até que Laffoon deixasse o estado – deixando Chandler como governador interino – e convocou a legislatura em sessão para aprovar um projeto de lei eleitoral obrigatório. O projeto foi aprovado e, nas primárias que se seguiram, Chandler derrotou a escolha de Laffoon, Thomas Rhea. Ele então derrotou o republicano King Swope pela maior margem de vitória para uma corrida para governador do Kentucky na época. Como governador, Chandler supervisionou a revogação do imposto sobre vendas, substituindo a receita perdida por novos impostos especiais de consumo e o primeiro imposto de renda do estado. Ele também promulgou uma grande reorganização do governo estadual, realizando economias significativas para o estado. Ele usou essas economias para pagar a dívida do estado e melhorar os sistemas de educação e transporte do estado.
Convencido de que estava destinado a se tornar presidente dos Estados Unidos, Chandler desafiou o líder da maioria no Senado, Alben Barkley, para seu assento no Senado dos Estados Unidos em 1938. Durante a campanha, o presidente Franklin D. Roosevelt veio ao estado para fazer campanha por Barkley, e Chandler perdeu uma corrida fechada. No ano seguinte, o outro senador de Kentucky, Marvel Mills Logan, morreu no cargo, e Chandler renunciou ao cargo de governador para que seu sucessor pudesse nomeá-lo para o cargo vago. Conservador fiscal e discípulo de Harry F. Byrd, da Virgínia, Chandler se opôs a partes do New Deal de Roosevelt e discordou abertamente da decisão do presidente de priorizar. Operações europeias na Segunda Guerra Mundial sobre a guerra no Pacífico. Em 1945, Chandler renunciou ao seu assento no Senado para suceder o falecido Kenesaw Mountain Landis como comissário de beisebol. Sua ação mais significativa como comissário foi a aprovação do contrato de Jackie Robinson com o Brooklyn Dodgers, integrando efetivamente a Major League Baseball. Ele também estabeleceu o primeiro fundo de pensão para jogadores da Major League, ganhando o título de "comissário dos jogadores". Os proprietários de beisebol ficaram chateados com a governança de Chandler, no entanto, e não renovaram seu contrato em 1951.

Após seu mandato como comissário, Chandler retornou ao Kentucky e ganhou um segundo mandato como governador em 1955. As principais realizações de seu segundo mandato foram reforçar a integração racial das escolas públicas do estado e estabelecer uma escola de medicina na Universidade de Kentucky, mais tarde denominada o Chandler Medical Center em sua homenagem. Após seu segundo mandato como governador, sua influência política começou a diminuir quando ele fez mais três corridas malsucedidas para governador em 1963, 1967 e 1971. Seu endosso do candidato azarão Wallace G. Wilkinson foi visto como crítico para a campanha governamental de sucesso de Wilkinson em 1987. Wilkinson mais tarde resistiu aos pedidos para remover Chandler do conselho de administração da Universidade de Kentucky após o uso de um epíteto racial por Chandler durante uma reunião do conselho em 1988. Em sua aposentadoria, Chandler fez várias aparições públicas e permaneceu ativo na política e eventos estaduais. Chandler morreu um mês antes de seu nonagésimo terceiro aniversário; na época, ele era o ex-governador de Kentucky vivo mais velho, bem como o ex-governador mais antigo em serviço.